# Gai Herenni (tribú 80 aC)
Gai Herenni (en llatí Caius Herennius) va ser un magistrat romà que va viure al segle i aC. Formava part de la gens Herènnia.
Va ser tribú de la plebs l'any 80 aC i es va oposar a la rogatio de Sul·la per fer tornar a Pompeu d'Àfrica. A la mort de Sul·la es va unir a Sertori a Hispània l'any 76 aC i va servir com a legat fins al 72 aC. En aquest any es coneix un legat de nom Herenni que va ser derrotat i mort per Pompeu prop de Valentia. L'any 69 aC apareix un senador de nom Gai Herenni que va ser acusat de malversació (peculatus) però probablement és una persona diferent.